# Malinówka (województwo podkarpackie)
Malinówka – wieś w Polsce położona w województwie podkarpackim, w powiecie brzozowskim, w gminie Haczów.
Miejscowość jest siedzibą parafii Najświętszego Serca Pana Jezusa należącej do dekanatu Krosno II w archidiecezji przemyskiej.

## Części wsi
| SIMC    | Nazwa      | Rodzaj    |
| ------- | ---------- | --------- |
| 0351455 | Dół        | część wsi |
| 0351461 | Góra       | część wsi |
| 0351478 | Koźliniec  | część wsi |
| 0351484 | Mogiły     | część wsi |
| 0351490 | Niebylec   | część wsi |
| 0351509 | Paniczówka | część wsi |

## Historia
Właścicielami Malinówki w średniowieczu byli magnaci z Odrzykonia.
Kamienieccy herbu Pilawa 26 stycznia 1448 r. przeprowadzili podział majątku, w wyniku którego Malinówka stała się własnością Marcina Kamienieckiego. W 1449 Henryk Kamieniecki odkupił Malinówkę od swego brata Marcina.
Mikołaj Kamieniecki herbu Pilawa – (ur. 1460 w zamku Kamieniec w Odrzykoniu koło Krosna – zm. 15 kwietnia 1515 w Krakowie) starosta sanocki, nie odziedziczył Malinówki po ojcu kasztelanie sanockim Henryku Kamienieckim, ponieważ została sprzedana w 1453 r. kasztelanowi sanockiemu Piotrowi Smolickiegmu ze Smolic, herbu Szreniawa. Dopiero w 1512 r. Mikołaj Kamieniecki odzyskał Malinówkę.
W połowie XIX wieku właścicielem posiadłości tabularnej w Malinówce był gen. Józef Załuski.
24 października 1946 w Malinówce zginął Antoni Żubryd wraz z żoną Janiną, szef antykomunistycznego podziemia, zamordowany przez agenta UB Jerzego Vaulina ps. „Mar”.
W latach 1975–1998 miejscowość administracyjnie należała do województwa krośnieńskiego.